# Mechanisiertes Korps (Rote Armee)
Seit 1932 experimentierte die Rote Armee mit gepanzerten Großverbänden, die als Mechanisierte Korps bezeichnet wurden. Ein Mechanisiertes Korps bestand in der Regel aus zwei Panzerdivisionen und einer motorisierten Schützendivision und verfügte über eine Soll-Stärke von über 1.000 Panzern verschiedener Typen und 37.000 Offiziere, Unteroffiziere und Mannschaften. Die Mechanisierten Korps stellten in der Anfangsphase des Zweiten Weltkrieges die mobile Streitmacht der Roten Armee dar.

## Entwicklung der sowjetischen Panzertruppen in der Vorkriegszeit
Die Rote Armee übernahm von der zaristischen Armee zahlreiche Panzerfahrzeuge, die in sogenannten Panzerkräften (Bronewyje sily), Vorgängern der Mechanisierten Korps, zusammengefasst wurden. Diese gliederten sich in Kraftfahr-Panzer-Abteilungen (awtobroneotrjady), die aus Panzerfahrzeugen und Panzerzügen bestanden. Die meisten Panzerfahrzeuge stammten aus Großbritannien und Frankreich, da Russland zur Zeit des Bürgerkriegs 1918–1922 keine eigenen Panzer herstellte.
Im Januar 1918 wurde der Rat der Panzertruppen (Sowjet bronjewich Tschastej) der Roten Armee gebildet. Später wurde er in Zentraldirektorat der Panzer („Zentrobron“) und dann in Hauptpanzerverwaltung (Glawnoje bronjewoje uprawlenije) umbenannt. Im Dezember 1920 erhielt die Rote Armee dann die ersten leichten Panzer aus dem Panzerwerk Sormowo, wo ab 1928 der MS-1 (Malij Soprowoschdenija 1 – Kleines Geleit 1) gefertigt wurde. Im Rahmen des Dritten Fünfjahresplans (1928–1932) wurde 1929 das Zentrale Direktorat für Mechanisierung und Motorisierung der Roten Arbeiter- und Bauern-Armee gegründet und das erste Mechanisierte Korps gebildet.
Bereits seit Mitte der 1920er Jahre hatte die Entwicklung der Panzertruppen vor allem in Kasan stattgefunden, wo sich auch die – geheim gehaltene – Ausbildungsstätte für die Panzerspezialisten der deutschen Reichswehr befand. In dieser Zeit entwickelten führende sowjetische Militärtheoretiker, wie etwa Wladimir Kiriakowitsch Triandafillow und Konstantin Kalinowski, ausgehend von den Kavallerieoperationen des Bürgerkriegs, die Grundlagen einer Doktrin der Panzertruppen, die bereits den massenhaften Einsatz von Panzern in unterschiedlichen Gefechtssituationen und die Zusammenarbeit mit anderen Waffengattungen umfasste. Mitte der 1930er Jahre wurden diese Grundlagen zur Doktrin der Operation in der Tiefe erweitert.
Zwischen 1931 und 1935 entwickelte die Rote Armee verschiedene Typen von leichten und mittleren, später auch schweren Panzern, die zum Teil auf ausländischen Fabrikaten, wie etwa dem Vickers Mark E (T-26) und dem Christie-Panzer (BT-Serie) basierten.
1932 öffnete die „Militärakademie für Mechanisierung und Motorisierung der Roten Arbeiter-und-Bauern Armee“ ihre Pforten.
1937 wurde das Zentraldirektoriat der Mechanisierung und Motorisierung in Verwaltung der Panzertruppen (Awtobronjetankowoje uprawlenije) umbenannt und bald darauf zur Hauptverwaltung (Glawnoje awtobronjetankowoje uprawlenije) unter Dmitri Grigorjewitsch Pawlow aufgewertet.

## Erste Versuche mit Mechanisierten Verbänden
1930 verfügte die 1. Mechanisierte Brigade über ein eigenes Panzerregiment mit 110 Panzern. Bis 1932 wurden zwei Mechanisierte Korps, das 11. im Leningrader Militärbezirk und das 45. im Kiewer Militärbezirk, mit jeweils drei Brigaden und einer Gesamtstärke von 500 Panzer, 250 Panzerspähwagen, 250 LKW und 60 Geschützen aufgestellt, denen 1933 und 1934 zwei weitere folgten. Anfang 1936 bestanden vier Mechanisierte Korps, sechs selbständige Mechanisierte Brigaden, sechs selbständige Panzerregimenter, fünfzehn Mechanisierte Regimenter in Kavallerie-Divisionen und eine stattliche Anzahl an Panzerabteilungen und -kompanien. 1938 wurden die Mechanisierten Korps in Panzerkorps umbenannt, ihre Gliederung blieb aber weitestgehend gleich – zwei Panzerbrigaden und eine motorisierte Schützenbrigade verfügten über eine Gesamtstärke von 12.700 Mann, 500 Panzern (überwiegend T-26 und BT) und 118 Geschütze. Das 10. MK war in Leningrad, das 15. in Belarus, das 25. in Kiew und das 20. im Transbaikal stationiert.
Im Juli 1939 wurde eine Kommission unter Marschall Grigori Iwanowitsch Kulik eingerichtet, der u. a. auch Semjon Michailowitsch Budjonny, Boris Michailowitsch Schaposchnikow, Semjon Konstantinowitsch Timoschenko, Kirill Afanassjewitsch Merezkow, Lew Sacharowitsch Mechlis, Dmitri Grigorjewitsch Pawlow, M. P. Kowalew und B. A. Schtschadenko angehörten, die die Rolle der Panzer in der Roten Armee untersuchen und Vorschläge für die Zukunft entwickeln sollte. Aufgrund der Erfahrungen der Militärmission in Spanien forderte Pawlow die Auflösung der Panzerkorps, was jedoch von der Kommission abgelehnt wurde. Vielmehr nahmen zwei Panzerkorps (das 15. und das 25.) am 17. September 1939 an der Besetzung Ostpolens teil.

## Auflösung 1939 und Neubildung 1940
Obwohl die sowjetischen Panzertruppen eine nicht unwesentliche Rolle in den Gefechten am Chasan-See (1938) und am Chalchin Gol (1939) sowie im Finnischen Winterkrieg (1939–1940) gespielt hatten, wurden dort keine Mechanisierten Korps, sondern lediglich kleinere Verbände zur Unterstützung der Infanterie eingesetzt. Vielmehr wurde im November 1939 die Auflösung der Panzerkorps und die Bildung motorisierter Divisionen angeordnet. Offenbar war man im Obersten Militärrat zu dem Entschluss gekommen, dass die Panzerkorps zu schwerfällig waren und kleinere Einheiten bessere Ergebnisse versprachen. Ein weiterer Grund dürfte gewesen sein, dass die Panzertruppen – und die Motorisierung und Mechanisierung der Roten Armee allgemein – mit Tuchatschewski verbunden war, der 1937 in einem Schauprozess abgeurteilt und hingerichtet worden war. Die Erfolge der deutschen Panzerdivisionen im Westfeldzug 1940 bewiesen jedoch die Effizienz Mechanisierter Großverbände, und so wurde die Entscheidung, die Mechanisierten Korps aufzulösen am 9. Juli 1940 wieder rückgängig gemacht, als Verteidigungsminister Timoschenko die Aufstellung von zehn Mechanisierten Korps anordnete, denen bald zwanzig weitere folgen sollten. Diese Mechanisierten Korps, die über zwei Panzer- und eine motorisierte Schützendivision verfügte, dürften die größten Verbände ihrer Art in der Welt gewesen sein, auch wenn ihre Stärke von zunächst 37.200 Mann mit 1.108 Panzern, 208 Panzerspähwagen und über 300 Geschützen bald auf 36.000 Mann mit 1.031 Panzern reduziert wurde. Tatsächlich verfügte jedoch kaum eines der Mechanisierten Korps am Tag des deutschen Überfalls auf die Sowjetunion über eine vollständige Ausrüstung bzw. Mannschaft. Viele Korps bestanden nur auf dem Papier, ihre Einheiten waren weit verstreut und eine Ausbildung im Verband hatte kaum stattgefunden. Ein Großteil der Panzerfahrzeuge war nicht einsatzbereit und konnte aufgrund fehlender Ersatzteile nicht instand gesetzt werden. Die Panzerdivisionen hatten im Durchschnitt 68 % ihrer Soll-Stärke, die motorisierten Schützendivisionen etwa 50 %. Einige Mechanisierte Korps verfügten über gar keine oder weniger als 10 % ihrer Panzerstärke. Außerdem befand sich die Mehrzahl der Mechanisierten Korps in der Umrüstung von den BT-5 und BT-7 auf die moderneren Panzer KW-1 und T-34. Selbst in umgerüsteten Einheiten war die Ausbildung der Besatzungen noch nicht abgeschlossen.
Neben den Mechanisierten Korps bestanden bei Kriegsausbruch auch selbständige Panzerabteilungen bei den Schützendivisionen, die die Infanterie beim Durchbruch durch die feindlichen Stellungen unterstützen sollten (tanki neposredstwennoj podderschki pechoti).

## Großer Vaterländischer Krieg
In der ersten Phase des Großen Vaterländischen Kriegs wurden die Mechanisierten Korps vernichtend geschlagen und nach wenigen Wochen formell aufgelöst. Aufgrund der Unerfahrenheit der Anführer und unzureichender Nachrichtenmittel – die Panzerdivisionen waren auf das zivile Telefonnetz angewiesen, das nach Kriegsbeginn von den Deutschen systematisch zerstört wurde – konnten die Mechanisierten Korps ihre Kampfkraft nicht entfalten und dem deutschen Vormarsch nur wenig Widerstand entgegensetzen. Einige Mechanisierte Korps (z. B. das 8., 9. und 15.) lieferten den deutschen Panzerverbänden heftige Gegenwehr, während andere (z. B. das 6., 16. und 23.) in den ersten Tagen ausgelöscht wurden (das 6. bereits am 23. Juni). Am 25. Juni verfügten das 9., 19. und 22. Mechanisierte Korps nur noch über 66, 35 bzw. 33 Panzer. Wieder andere Mechanisierte Korps (z. B. das 10., 18., 24. und 27.) wurden nicht im Verband eingesetzt, sondern in Teilen in die Schlacht geworfen und aufgerieben. In seltenen Fällen gelang es, die überlegenen Panzer vom Typ KW-1 und T-34 erfolgreich gegen die deutschen Einheiten einzusetzen, wie etwa am 5. Oktober 1941 bei Mzensk, als die deutschen Panzerspitzen beinahe abgeschnitten und General Heinz Guderian fast gefangen genommen worden wäre.
Bis Ende August 1941 wurden jedoch die meisten Mechanisierten Korps vernichtet und die verbliebenen Panzer in kleineren Einheiten zusammengefasst. Erst im September 1942 griff das Oberkommando das Konzept der Mechanisierten Korps wieder auf. Die neuen Mechanisierten Korps bestanden, ähnlich wie die ab März 1942 aufgestellten Panzerkorps, aus vier Brigaden, davon drei Mechanisierte Schützenbrigaden und eine Panzerbrigade. Die Stärke dieser Korps, die als Verband der verbundenen Waffen gegliedert waren, entsprach in etwa der einer deutschen Panzerdivision. Die Korps bildeten die Mobile Operationsgruppe im Rahmen einer Front (Heeresgruppe) und kamen nach erfolgtem Durchbruch durch die Hauptverteidigungslinie zum Einsatz. Insgesamt wurden dreizehn Mechanisierte Korps im Verlauf des Krieges aufgestellt, von denen neun den Garde-Titel erhielten. Ein weiteres Korps, das 10. Mechanisierte Korps, wurde im Juni 1945 formiert und bei der Operation Auguststurm, dem Angriff auf die japanische Kwantung-Armee, eingesetzt. Das 1., 3. und 9. Garde-Mechanisierte Korps wurden überwiegend mit M4A2 aus dem Leih- und Pacht-Programm der US-Regierung ausgestattet.

## Zusammensetzung eines Mechanisierten Korps 1940
- 2 Panzerdivisionen, mit je
  - 2 Panzer-Regimenter
  - 1 motorisiertes Schützenregiment
  - 1 motorisiertes Haubitzen-Regiment
  - Divisionstruppen
    - Flak-Abteilung
    - Panzeraufklärungsabteilung
    - Kraftfahr-Abteilung
    - Instandsetzungs-Bataillon
    - Sanitäts-Abteilung
- 1 Mechanisierte Division, mit je
  - 2 motorisierte Schützenregimenter
  - 1 leichtes Panzerregiment
  - 1 motorisiertes Artillerie-Regiment
  - Divisionstruppen
    - Panzerabwehr-Abteilung
    - Flak-Abteilung
    - Aufklärungsabteilung
    - Kraftfahr-Abteilung
    - Divisions-Nachschubtruppen
- Korpstruppen
  - 1 Motorrad-Regiment
  - 1 Nachrichten-Abteilung
  - 1 motorisiertes Pionier-Bataillon
  - 1 Flieger-Trupp

Gesamtstärke:
- 1108 Panzer (420 T-34, 126 KW-1, 560+2 leichte Panzer)
- 37.200 Offiziere, Unteroffiziere und Mannschaften
- 5 Panzerregimenter mit 20 Panzerabteilungen
- 4 motorisierte Schützenregimenter mit 12 motorisierten Schützenbataillonen
- 2 motorisierte Artillerie-/Haubitzen-Regimenter mit 4 Artillerie-Abteilungen.

Die Korps nach 1942 waren weniger panzerlastig, verfügten dafür, je nach Auftrag, über mehr Infanterie und Artillerie.

## Übersicht
| Mechanisierte Korps der Roten Armee am 22. Juni 1941 | Mechanisierte Korps der Roten Armee am 22. Juni 1941 | Mechanisierte Korps der Roten Armee am 22. Juni 1941 | Mechanisierte Korps der Roten Armee am 22. Juni 1941            | Mechanisierte Korps der Roten Armee am 22. Juni 1941 | Mechanisierte Korps der Roten Armee am 22. Juni 1941 |
| Nummer                                               | Standort                                             | Front                                                | Kommandeur                                                      | Ist-Stärke Mannschaft                                | Ist-Stärke Panzer                                    |
| ---------------------------------------------------- | ---------------------------------------------------- | ---------------------------------------------------- | --------------------------------------------------------------- | ---------------------------------------------------- | ---------------------------------------------------- |
| 1.                                                   | Pskow                                                | Nordwestfront                                        | Generalmajor der Panzertruppen Michail Lwowitsch Tschernjawski  | 31.349                                               | 1.037                                                |
| 2.                                                   | Kischinew                                            | Südfront (ab 25. Juni 1941)                          | Generalmajor Juri Wladimirowitsch Nowoselski                    | 32.396                                               | 517                                                  |
| 3.                                                   | Vilnius                                              | Nordwestfront                                        | Generalmajor der Panzertruppen Alexei Wassiljewitsch Kurkin     | 31.975                                               | 651                                                  |
| 4.                                                   | Lwow                                                 | Südwestfront                                         | Generalmajor Andrei Andrejewitsch Wlassow                       | 28.098                                               | 979                                                  |
| 5.                                                   | Transbaikalischer Militärbezirk                      |                                                      | Generalmajor der Panzertruppen Ilja Prokofjewitsch Alexejenko   |                                                      | 1.070                                                |
| 6.                                                   | Białystok                                            | Westfront                                            | Generalmajor Michail Georgijewitsch Chazkilewitsch              | 32.382                                               | 1.131                                                |
| 7.                                                   | Moskauer Militärbezirk                               |                                                      | Generalmajor Wassili Iwanowitsch Winogradow                     |                                                      | 959                                                  |
| 8.                                                   | Stryj                                                | Südwestfront                                         | Generalleutnant Dmitri Iwanowitsch Rjabyschew                   | 28.713                                               | 898                                                  |
| 9.                                                   | Nowohrad-Wolynskyj                                   | Südwestfront                                         | Generalmajor Konstantin Konstantinowitsch Rokossowski           | 26.833                                               | 298                                                  |
| 10.                                                  | Leningrad                                            | Nordfront                                            | Generalmajor Iwan Gawrilowitsch Lasarew                         | 26.168                                               | 469                                                  |
| 11.                                                  | Waukawysk                                            | Westfront                                            | Generalmajor Dmitri Karpowitsch Mostowenko                      | 21.605                                               | 414                                                  |
| 12.                                                  | Šiauliai                                             | Nordwestfront                                        | Generalmajor Nikolai Michailowitsch Schestopalow                | 28.832                                               | 749                                                  |
| 13.                                                  | Westlicher Sondermilitärbezirk                       | Westfront                                            | Generalmajor Pjotr Nikolajewitsch Achjustin                     | 17.809                                               | 282                                                  |
| 14.                                                  | Kobryn                                               | Westfront                                            | Generalmajor Stepan Iljitsch Oborin                             | 19.332                                               | 518                                                  |
| 15.                                                  | Brody                                                | Südwestfront                                         | Generalmajor Ignati Iwanowitsch Karpeso                         | 33.935                                               | 749                                                  |
| 16.                                                  | Tschernowzy                                          | Südwestfront                                         | Brigadekommandeur Alexander Dmitrijewitsch Sokolow              | 26.920                                               | 482                                                  |
| 17.                                                  | Baranawitschy                                        | Westfront                                            | Generalmajor Michail Petrowitsch Petrow                         | 16.578                                               | 63                                                   |
| 18.                                                  | Belgorod-Dnestrowski                                 | Südfront (ab 25. Juni 1941)                          | Generalmajor Pjotr Wassiljewitsch Woloch                        | 26.879                                               | 282                                                  |
| 19.                                                  | Schytomyr                                            | Südwestfront                                         | Generalmajor der Panzertruppen Nikolai Wladimirowitsch Feklenko | 21.654                                               | 453                                                  |
| 20.                                                  | Baryssau                                             | Westfront                                            | Generalmajor Andrei Grigorjewitsch Nikitin                      | 20.391                                               | 94                                                   |
| 21.                                                  | Moskauer Militärbezirk                               |                                                      | Generalmajor Dmitri Danilowitsch Leljuschenko                   |                                                      | 175                                                  |
| 22.                                                  | Luzk                                                 | Südwestfront                                         | Generalmajor Semjon Michailowitsch Kondrussew                   | 24.087                                               | 712                                                  |
| 23.                                                  | Orjoler Militärbezirk                                |                                                      | Generalmajor Michail Akimowitsch Mjasnikow                      |                                                      | 413                                                  |
| 24.                                                  | Proskurow                                            | Südwestfront                                         | Generalmajor Wladimir Iwanowitsch Tschistjakow                  | 21.556                                               | 222                                                  |
| 25.                                                  | Charkower Militärbezirk                              | Westfront                                            | Generalmajor Semjon Moissejewitsch Kriwoschein                  |                                                      | 300                                                  |
| 26.                                                  | Nordkaukasischer Militärbezirk                       |                                                      | Generalmajor Nikolai Jakowlewitsch Kiritschenko                 |                                                      | 184                                                  |
| 27.                                                  | Mittelasiatischer Militärbezirk                      |                                                      | Generalmajor Iwan Jefimowitsch Petrow                           |                                                      | 356                                                  |
| 28.                                                  | Transkaukasischer Militärbezirk                      |                                                      | Generalmajor Wassili Wassiljewitsch Nowikow                     |                                                      | 859                                                  |
| 29.                                                  | Transbaikalischer Militärbezirk                      |                                                      | (am 7. Mai 1941 aufgelöst)                                      | –                                                    | –                                                    |
| 30.                                                  |                                                      | Fernostfront                                         | Generalleutnant Wassili Stepanowitsch Golubowski                |                                                      | 2.969                                                |